# دندي يونايتد
نادي دندي يونايتد لكرة القدم (بالإنجليزية: Dundee United Football Club)‏ نادي كرة قدم اسكتلندي يلعب في الدوري الممتاز . تم تأسيس النادي في سنة 1909 .